# Кузнецов, Александр Васильевич (композитор)
Александр Васильевич Кузнецов (1847 — до 25 апреля 1919, Финляндия) — русский виолончелист, педагог и композитор.

## Биография
Александр Васильевич Кузнецов воспитывался в Императорском Санкт-Петербургском театральном училище, закончил Санкт-Петербургскую консерваторию, где был учеником К. Ю. Давыдова.
С 1873 года в течение 10 лет был в составе так называемого «русского» квартета, в котором участвовали также Панов, Леонов, Егоров. Преподавал игру на виолончели в Александровском лицее. У Кузнецова находилась замечательная старинная виолончель работы Гварнери. Им были написаны шесть пьес соло для виолончели, 2 сюиты для четырёх виолончелей, 6 романсов, несколько пьес для оркестра, квартет для смычковых инструментов, 3 лирические сцены на сюжет поэмы  А. С. Пушкина «Анджело».
Александр Кузнецов участвовал в 1890 году в премьере первой редакции струнного секстета «Воспоминание о Флоренции» Петра Ильича Чайковского, а в 1892 году во втором исполнении второй редакции этого произведения. 
Похоронен в Куоккале.